# Florian Cynk

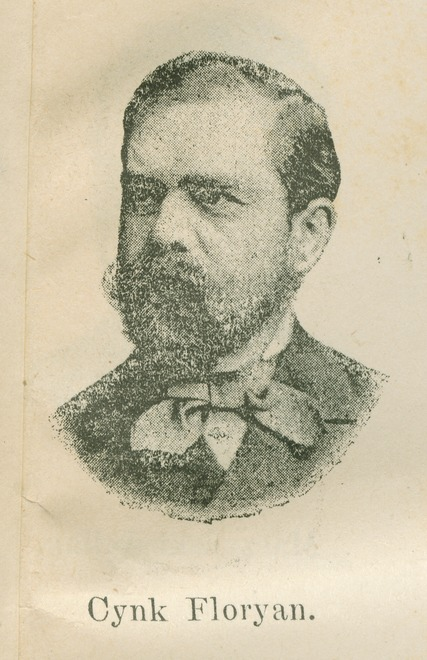

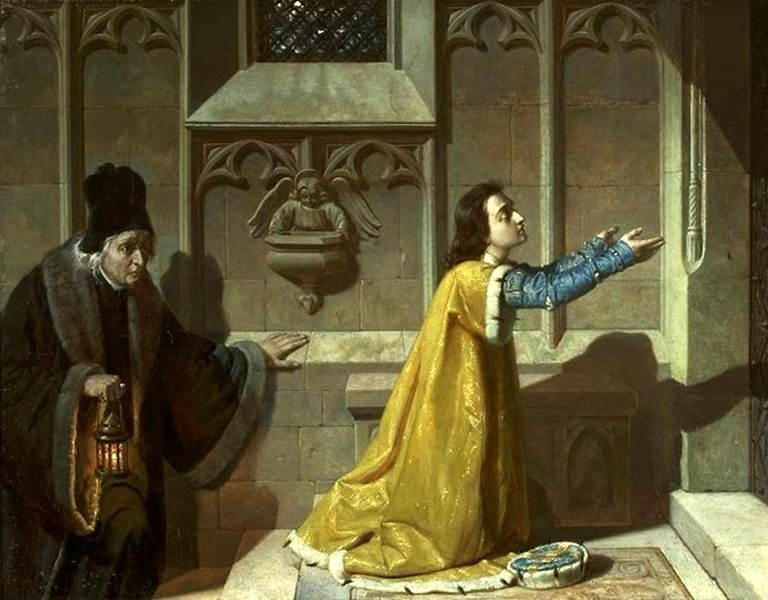
Historiker Jan Długosz und der Hl. Kasimir

Florian Cynk (* 3. Mai 1838 in Krakau; † 10. Oktober 1912 ebenda) war ein polnischer Historienmaler und Grafiker sowie Kunstpädagoge.
Florian Cynk studierte von 1858 bis 1862 an der Schule der Schönen Künste Krakau bei Wojciech Korneli Stattler und Władysław  Łuszczkiewicz.
In den Jahren 1862 und 1863 studierte er wahrscheinlich an der Königlichen Kunstakademie Dresden.
Florian Cynk setzte das Studium ab dem 17. Februar 1863 an der Königlichen Akademie der Künste München bei Hermann Anschütz fort.
Ab 1865 war er in Krakau ansässig. Von 1873 bis 1878 war er Sekretär der Krakauer Akademie, von 1877 bis 1910 deren Professor, 1886 Direktor der Krakauer Gesellschaft der Freunde der Schönen Künste.
Cynk war mit dem bekanntesten polnischen Historienmaler Jan Matejko befreundet. An der Akademie gehörte er zu Matejkos engsten Mitarbeitern und blieb ihm auch künstlerisch eng verpflichtet.
Cynk malte historische Genrekompositionen vor allem aus der Zeit der Jagiellonen-Herrschaft, Legendendarstellungen und religiöse Szenen in einem glatten, klassizistisch-akademischen Stil. Außerdem malte er Porträts und fertigte Kopien nach Gemälden alter Meister.